# Ферик
Ферик (арм. Ֆերիկ) — село в Армавирской области Армении.

## География
Село расположено в северо-восточной части марза, к северу от автодороги , на расстоянии 17 километров к северо-востоку от города Армавир, административного центра области. Абсолютная высота — 885 метров над уровнем моря.
Климат
Климат характеризуется как семиаридный (BSk в классификации климатов Кёппена). Среднегодовая температура воздуха составляет 11,9 °C. Средняя температура самого холодного месяца (января) составляет −3 °С, самого жаркого месяца (июля) — 25,3 °С. Расчётная многолетняя норма атмосферных осадков — 305 мм. Наибольшее количество осадков выпадает в мае (52 мм).

## Население
| Год переписи | Население          | Население          | Население          | Население            | Население            | Население            |
| Год переписи | Наличное население | Наличное население | Наличное население | Постоянное население | Постоянное население | Постоянное население |
| Год переписи | Всего              | Мужчины            | Женщины            | Всего                | Мужчины              | Женщины              |
| ------------ | ------------------ | ------------------ | ------------------ | -------------------- | -------------------- | -------------------- |
| 2001         | 267                | 131                | 136                | 399                  | 205                  | 194                  |
| 2011         | 298                | 157                | 141                | 310                  | 164                  | 146                  |

| Год  | Численность | Численность |
| ---- | ----------- | ----------- |
| 1831 | 41          | [ 8 ]       |
| 1873 | 298         | [ 9 ]       |
| 1897 | 498         | [ 8 ]       |
| 1939 | 290         | [ 8 ]       |
| 1959 | 257         | [ 8 ]       |
| 1970 | 432         | [ 8 ]       |
| 1979 | 498         | [ 8 ]       |
| 1989 | 576         | [ 8 ]       |
| 2001 | 399         | [ 8 ]       |
| 2011 | 310         | [ 10 ]      |